# Karl Gustav von Rehekampff

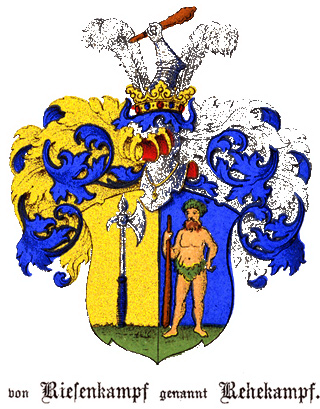
Wappen der Adelsfamilie von Riesenkampff-Rehekampf

Karl Gustav von Rehekampff (russisch: Карл Фадеевич Регекампф, * 4. Juli 1803 in Reval; † 30. Dezember 1882jul. / 11. Januar 1883greg. in Helsingfors) war ein deutsch-baltischer Adliger. Er war Generalleutnant der kaiserlich-russischen Armee und Kommandant von Wyborg. Seine Laufbahn begann 1824; 1853 wurde er zum Generalmajor befördert und von 1854 bis 1878 war er Kommandant von Wyborg. 1875 avancierte er zum Generalleutnant und wurde im gleichen Jahr als General der Kavallerie ehrenvoll entlassen.

## Herkunft und Familie
Karl Gustav von Rehekampff stammte aus der deutsch-baltischen Adelsfamilie Rehekampff, dem vormaligen Adelsgeschlecht „Riesenkampff genannt Rehekampff“. Sein Vater war Fabian von Rehekampff (1775 – nach 1837), Pfandbesitzer von Karritz in Estland, der mit Beate Charlotte von Nasackin (1773–1810) aus dem Hause Werpel (Estland) verheiratet war.
Karl Gustav von Rehekampff heiratete 1848 Wilhelmine von Rosen (1821–1857) aus dem Hause Fehtenhof (Livland). Ihre Nachkommen waren:
- Wilhelmine von Rehekampff (1843–1847)
- Alexandrine von Rehekampff (1844–1890)
- Marie von Rehekampff (1845–1847)
- Karl Johannes Woldemar von Rehekampff (* 1846, † 1880 in Stuttgart) ⚭ Bertha Sautter
- Lilly Gustava Luise von Rehekampff (1848–1928 in Helsingfors) ⚭ Sven Wilhelm Hougberg († 1905 in Helsingfors), Senator